# Extreme Rules (2022)
Extreme Rules (2022) foi o 14º evento anual de luta profissional Extreme Rules pay-per-view e transmissão ao vivo produzido pela WWE. Foi realizado para lutadores das divisões de marca Raw e SmackDown. O evento aconteceu no sábado, 8 de outubro de 2022, no Wells Fargo Center, na Filadélfia, Pensilvânia, marcando o primeiro evento Extreme Rules a ser realizado em outubro e em um sábado, bem como o segundo evento Extreme Rules a ser realizado no este local após a edição de 2019. O conceito de Extreme Rules é que o evento apresenta várias partidas baseadas em hardcore.
Havia seis partidas agendadas no card do evento, todas disputadas sob uma estipulação hardcore. No evento principal, Matt Riddle derrotou Seth "Freakin" Rollins por finalização em uma luta Fight Pit que teve Daniel Cormier como árbitro convidado especial. Em outras lutas de destaque, Finn Bálor derrotou Edge em uma luta "I Quit", Ronda Rousey derrotou Liv Morgan por finalização técnica em uma luta Extreme Rules para ganhar o Campeonato Feminino do SmackDown pela segunda vez, e na luta de abertura, The Brawling Brutes (Sheamus, Ridge Holland e Butch) derrotaram Imperium (Gunther, Ludwig Kaiser e Giovanni Vinci) em uma luta de seis homens, Good Old Fashioned Donnybrook. O evento também viu o retorno de Bray Wyatt, que havia sido liberado de seu contrato com a WWE em julho de 2021.
O evento recebeu críticas mistas e positivas dos críticos, que elogiaram a luta de seis homens Donnybrook e a luta "I Quit", esta última por seu tom sombrio e final, mas sentiram que a luta pelo Campeonato Feminino do SmackDown foi a mais fraca de todas da noite. Eles também sentiram que a estipulação do evento principal não foi utilizada o suficiente. O retorno de Bray Wyatt, no entanto, foi universalmente aclamado por seu mistério, construção e execução. Os críticos também elogiaram a variedade de partidas de estipulação, ao contrário do evento do ano anterior, que teve apenas uma partida baseada em hardcore.

## Produção

### Introdução
Extreme Rules é um gimmick evento anual produzido pela WWE desde 2009. O conceito do show é que o evento apresenta várias lutas que são disputadas sob hardcore rules e geralmente apresenta uma Extreme Rules match. O extinto A promoção Extreme Championship Wrestling, que a WWE adquiriu em 2003, originalmente usava o termo "regras extremas" para descrever os regulamentos para todas as suas lutas; A WWE adotou o termo e desde então o usou no lugar de "jogo hardcore" ou "regras hardcore". Em 25 de outubro de 2021, a WWE revelou sua agenda de grandes eventos de 2022 para as Raw e SmackDown brands, com um a ser anunciado evento para outubro. Em 13 de junho de 2022, esse evento de outubro foi anunciado como Extreme Rules e aconteceria no sábado, 8 de outubro de 2022, no Wells Fargo Center em Philadelphia, Pennsylvania, marcando o primeiro Extreme Rules a ser realizada em outubro e em um sábado. Será o 14º evento na cronologia Extreme Rules e será transmitido no pay-per-view (PPV) em todo o mundo e estará disponível para livestream no Peacock nos Estados Unidos e a WWE Network nos mercados internacionais.

### Histórias
O evento incluirá lutas que resultam de enredos roteirizados, onde lutadores retratam heróis, vilões, ou menos personagens distinguíveis em eventos roteirizados que criam tensão e culminam em uma luta ou série de lutas. Os resultados são predeterminados pelos escritores da WWE nas marcas Raw e SmackDown, enquanto as histórias são produzidas na WWE programas de televisão semanais, Monday Night Raw e Friday Night SmackDown.
No Money in the Bank, Liv Morgan descontou seu contrato do Money in the Bank e derrotou Ronda Rousey para ganhar o Campeonato Feminino do SmackDown. No SummerSlam, Morgan controversamente manteve o título contra Rousey, que teve Morgan na finalização do armlock, mas como os ombros de Rousey estavam no tatame, o árbitro Dan Engler contou um pin, mas não viu Morgan bater antes da contagem de três. Após a luta, Rousey atacou Morgan e Engler, o que resultou em Rousey sendo multada e suspensa. Depois que sua suspensão foi levantada pelo oficial da WWE Adam Pearce, Rousey venceu uma luta de eliminação fatal five-way na edição de 9 de setembro de 2022 do SmackDown, ganhando uma revanche contra Morgan pelo Campeonato Feminino do SmackDown no Extreme Rules. Na semana seguinte, Morgan desafiou Rousey para uma luta Extreme Rules pelo título, que Rousey aceitou.
No Clash at the Castle, Seth "Freakin" Rollins derrotou Matt Riddle e ganhou uma luta pelo Campeonato dos Estados Unidos contra Bobby Lashley na edição de 19 de setembro de 2022 do Raw. No entanto, durante a partida, Riddle distraiu Rollins, permitindo que Lashley derrotasse Rollins. Mais tarde naquela noite, depois de custar a ele e Rey Mysterio sua luta de duplas contra Finn Balor e Damian Priest do The Judgment Day, Riddle desafiou Rollins para uma luta Fight Pit no Extreme Rules, que Rollins aceitou.
Após o retorno de Karrion Kross e sua esposa Scarlett à WWE em agosto, Kross começou a atacar Drew McIntyre. Nas semanas seguintes, Kross continuaria a atacar McIntyre e sempre fugia antes que McIntyre pudesse retaliar. No episódio de 23 de setembro do SmackDown, McIntyre anunciou que os oficiais da WWE concederam a ele uma luta contra Kross no Extreme Rules e que seria uma luta strap para que Kross não pudesse fugir.
Depois que Bianca Belair manteve o Raw Women's Championship no SummerSlam, ela foi confrontada por um Bayley, acompanhado por Dakota Kai e Iyo Sky. O trio se autodenominaria Damage CTRL. No Clash at the Castle, Damage CTRL derrotou a equipe de Belair em uma six-woman tag team match na qual Bayley derrotou Belair. Devido ao pinting do campeão, Bayley desafiou Belair para um ladder match pelo Raw Women's Championship no Extreme Rules e Belair aceitou.
Depois de WrestleMania 38 em abril, Edge formou um grupo com Damian Priest e Rhea Ripley chamado The Judgment Day. Depois de ser derrotado por The Judgment Day, Finn Bálor também se juntou ao grupo, e o grupo ligou Edge com Bálor se tornando seu novo líder; Dominik Mysterio também se juntaria ao grupo depois de ligar seu pai Rey Mysterio e Edge no Clash at the Castle. Após semanas de brigas e um ataque brutal a Edge no The Judgment Day, Edge retornou no episódio de 26 de setembro de Raw e desafiou Bálor para uma "I Quit" match no Extreme Rules e Bálor aceitou.
No Clash at the Castle, Gunther (acompanhado por Imperium (Ludwig Kaiser e Giovanni Vinci) derrotou Sheamus (acompanhado por The Brawling Brutes (Butch e Ridge Holland)) para manter o Intercontinental Championship. No episódio de 9 de setembro do SmackDown, Imperium derrotou The Brawling Brutes em uma luta de duplas de seis homens. Na semana seguinte, Holland e Butch venceram uma luta fatal four-way envolvendo também Kaiser e Vinci para uma luta pelo Undisputed WWE Tag Team Championship. A luta pelo título aconteceu no episódio de 23 de setembro do "SmackDown", onde Holland e Butch não conseguiram ganhar os títulos devido à interferência do Imperium. Foi então anunciado que Sheamus terá outra chance de enfrentar Gunther pelo Campeonato Intercontinental no episódio de 7 de outubro do ''SmackDown''. Em 29 de setembro, uma luta tag team de seis homens Good Old Fashioned Donnybrook entre as duas equipes foi confirmada para acontecer no Extreme Rules.

## Resultados
| Nº                                          | Resultados | Estipulações                                                    | Tempo |
| ------------------------------------------- | --- | --------------------------------------------------------------- | ----- |
| 1                                           | The Brawling Brutes (Sheamus, Ridge Holland e Butch) derrotaram Imperium (Gunther, Ludwig Kaiser e Giovanni Vinci) | Luta Six-man tag team Good Old Fashioned Donnybrook             | 17:50 |
| 2                                           | Ronda Rousey derrotou Liv Morgan (c)                                                                               | Luta Extreme Rules pelo Campeonato Feminino do SmackDown        | 12:05 |
| 3                                           | Karrion Kross (com Scarlett) derrotou Drew McIntyre                                                                | Luta Strap                                                      | 10:20 |
| 4                                           | Bianca Belair (c) derrotou Bayley                                                                                  | Luta de Escadas pelo Campeonato Feminino do Raw                 | 16:40 |
| 5                                           | Finn Bálor derrotou Edge                                                                                           | Luta "I Quit"                                                   | 29:55 |
| 6                                           | Matt Riddle derrotou Seth "Freakin" Rollins                                                                        | Luta Fight Pit Daniel Cormier foi o árbitro convidado especial. | 16:35 |
| (c) – Refere-se aos campeões antes da luta. | |                                                                 |       |